# Wet-Gasparri
De Wet-Gasparri is een Italiaanse mediawet die in 2003 werd aangenomen en is vernoemd naar zijn maker, minister van Communicatie Maurizio Gasparri. In het Italiaans heet ze de 'Legge-Gasparri', en ze gaat over een hersystematisering van het televisiestelsel. Het is een van de meest controversiële wetten van het Kabinet-Berlusconi II. Volgens Gasparri is de wet gemaakt om de concurrentie te vergroten in de televisiewereld. 
De wet stelt dat in de toekomst televisiebedrijven slechts 20% van de reclamegelden mogen incasseren, voorheen was dit 30%. 
Aangezien Berlusconi zo'n beetje het gehele arsenaal aan commerciële televisiezenders bezat onder de naam Mediaset, leek het alsof deze wet ongunstig was voor hem, maar dat was schijn. De wet bepaalt namelijk niet alleen dat televisiebedrijven 20% van alle reclamegelden van de televisie mogen incasseren, maar van alle media die worden aangeboden. Daar vallen ook radio, krant, tijdschriften, bioscopen et cetera onder. Zodoende werd het potje met toekomstige inkomsten (20% van de reclamegelden van alle media) groter dan het potje met huidige inkomsten (30% van de reclamegelden van de televisie). Dit was volgens critici weer een kans voor Berlusconi's mediaconcern Mediaset om zich uit te breiden, ten koste van de RAI, en zo zou Berlusconi zijn grip op de media kunnen verstevigen en concurrentie moeilijk maken.
Op 13 december 2003 was de wet klaar, maar president Carlo Azeglio Ciampi heeft in eerste instantie de wet niet ondertekend en ze teruggestuurd naar het kabinet om ze aan te passen. Vanaf 23 februari 2004 hebben de kabinetsleden er opnieuw over gepraat, en 29 april van datzelfde jaar werd een nieuwe vorm van de wet goedgekeurd door het parlement. Op 3 mei 2004 heeft uiteindelijk ook Ciampi de wet goedgekeurd.
Ook binnen de centrumrechtse coalitie was de wet niet onomstreden. Zo gaf Marco Follini, vicepremier namens de UDC ten tijde van de goedkeuring van de wet, in april 2006 ten overstaande van de Corriere della Sera toe dat hij, wat zijn politieke daden betreft, het meest spijt heeft van het steunen van de wet-Gasparri.